# Arianna (cantante)
María del Carmen Alvarado Ayub (Mérida, 27 de noviembre de 1958), conocida artísticamente como Arianna, es una cantante, actriz y conductora de televisión mexicana, originaria de Mérida (Yucatán), de padre yucateco y madre de origen libanés.
Por la influencia de su madre aprendió a hablar árabe, idioma que más tarde perfeccionaría en la universidad. Está en los escenarios desde niña. Cuenta con el curioso récord de cinco participaciones en el Festival Internacional de la Canción OTI.

## Carrera artística
El primer contacto de Arianna con el ambiente artístico se remonta a su participación en programas y concursos infantiles. Su debut como profesional fue en el programa Variedades de media noche, como modelo y en fotonovelas. Posteriormente tuvo su lanzamiento como cantante, y su primer álbum homónimo, del que se extrajeron los temas Vete y Abrázame (1979).
Fue escogida para participar en el Festival OTI de la Canción (Festival Internacional de la Canción), consiguiendo su primer disco de oro.
En 1980 se lanza su segundo álbum, La sensacional, del que destacan las canciones Y es que te quiero tanto a dueto con Luisito Rey (padre de Luis Miguel) y Quién me iba a decir.
Participa por segunda vez en el festival OTI con el tema Ciclón. Su mayor éxito en este periodo es su actuación en el festival de Viña del Mar en Chile, donde la nombran Reina del festival, coronándola la cantante española Rocío Jurado. 
En su tercer álbum la canción Qué ironía se convierte en el tema central de la telenovela mexicana de la cadena Televisa Juegos del destino (1981). El tema Borraré tu nombre alcanza el disco de platino. En 1982 participa de nuevo en el festival OTI con la canción Si hoy me quieres olvidar quedando en tercer lugar. Luego realiza un dueto con el cantante francés Gilbert Becaud con el tema Murió el amor.
Su nuevo álbum se graba en Los Ángeles, California, del que se publicará Todo y nada (1984). Posteriormente actúa en Kumán, la primera Opera-Rock mexicana, en el papel de La magia del bosque. Este mismo año vuelve a participar en el festival OTI con la canción Por un poquito de amor.
En 1985 graba en España Todo por amor, álbum que vuelve a recibir el disco de oro. El tema Corazón romántico es el nuevo single, que alcanza los primeros lugares de las listas, y por cuarta vez vuelve a participar en la OTI, donde defiende la canción En mi soledad con la que alcanza el segundo lugar, su más alta clasificación en el festival.
En 1986 graba en Bologna, Italia  su nuevo disco titulado No digas nunca jamás (1986) del cual se extrae una canción con el mismo nombre y Noche tras noche. También participa en la producción para niños titulada Érase una vez, con la composición Cincuenta pares de Zapatos, así como en el álbum navideño interpretando El niño del tambor. En Los Ángeles, En 1988 graba un nuevo álbum, Maquiavélico, del que destacan Golpe bajo y Maquiavélico y participa por quinta vez en el festival OTI con la canción Como ninguna. 
A primeros de los 90 sorprende a todos posando para la revista Playboy, lo que es un escándalo, por lo que decide apartarse por un tiempo del foco, viajar y descansar de la presión a la que había estado sometida. Al regresar, Arianna retoma su actividad artística grabando dos CD’S con canciones de Martín Urieta, tres volúmenes de colección con cuarenta y cinco temas en español de películas, haciendo un recorrido desde 1940 hasta 1995, llamados Amores de película (disco de oro y de platino). Graba Amigas para siempre a dueto con Grecia La Hevia, A flor de piel, Sentimientos de México y Las canciones de mi vida y también interviene en las obras Una vez en la Isla y Sueño de una noche de verano. 
Junto con Grecia La Hevia, y Julio Martell, forman el show musical del mismo nombre Amigas para siempre en Escenaria. Posteriormente junto con Grecia, forman parte de la familia de Radio Capital con el exitoso programa de radio Las pericas y su palomazo" con un éxito a nivel nacional con un estilo único y diferente para entrevistar a sus artistas invitados. Posteriormente enfrenta una demanda la disquera por parte de Grecia por el no pago de sus regalías de los discos Amores de películas de los 3 discos que salieron a la venta y de A flor de piel.
Tras participar en Cantando por un sueño en su tercera emisión en 2006, hace su propio programa de televisión en el que presenta a otros artistas célebres, llamado En la casa de: con Arianna.
En 2008 participa en Las mujeres de Manzanero, un álbum homenaje al cantautor Armando Manzanero, junto con otras cantantes femeninas del mundo de la canción.
Hoy en día sigue en activo, aunque ha bajado el ritmo profesional y se mantiene sobre todo, conectada al mundo del teatro. Entra a formar parte de Ellas: las divas, junto a Lila Deneken y Ana Cirré con nuevos conciertos y preparando una grabación homenaje a Rocío Jurado y Rocío Dúrcal.

## Discografía

### En los 80
| Año  | Álbum                 | Temas |
| ---- | --------------------- | --- |
| 1979 | Abrázame              | 1. Abrázame 2. Déjala O Déjame 3. Amor De Atardecer 4. Porque Has dicho Que Me Amas 5. Dicen Que Dices 6. Vete 7. Y Tu, Tu Ni Lo Pienses 8. Canta Conmigo 9. Juguemos A Querernos 10. Solo Un Detalle                                     |
| 1980 | La Sensacional        | 1. Es Que Te Quiero Tanto (A dúo con: Luis Rey) 2. Quien Me Iba A Decir 3. Tanto Y Tanto 4. Consentida 5. Ciclón 6. Contigo No Quiero Nada 7. Te Doy Tu Libertad 8. Nada 9. No Te Odiare 10. Nunca Debi Dejarte Ir                        |
| 1982 | Arianna               | 1. Si Hoy Me Quieres Olvidar 2. Regresa Pronto Mi Amor 3. Vete Con Dios Compañero 4. Porque El Amor Se Va 5. Me Vuelves Loca 6. Pues Si Y Que 7. Te Amo De Antes 8. Por Cuatro Palabras De Amor 9. Decidete 10. Ten Cuidado Con Tu Amante |
| 1982 | Borrare tu nombre     | 1. Borraré tu nombre 2. Qué ironía 3. Te Odio, Te Envido o Te Amo 4. Tú Me Has Hecho Sentir 5. Qué Va A Decir 6. Consígueme 7. Fiel Amor 8. Fuego Sobre La Nieve 9. ¿Qué Sabes Tú De Mi? 10. Borraré Tu Nombre (Versión Ranchera)         |
| 1984 | Llévame siempre en ti | 1. Si Hoy Estuvieras Aquí 2. Amor Mio, Señor Mio 3. No Te Pierdo, Nunca Te Tuve 4. Eterno Amante 5. Todo Y Nada 6. Presumo 7. Ni Tu, Ni Yo, Ni El 8. De Nada Amor No Sabes 9. A Veces 10. Mientras Tan Bonito                             |
| 1985 | Todo por amor         | 1. Corazón romántico 2. Amar sin amor 3. Volvería 4. Yo no soy esa 5. Llámalo amor 6. Háblame de ti 7. Que puedo hacer 8. En mi soledad 9. La fiesta terminó 10. Tuya                                                                     |
| 1987 | No digas nunca jamás  | 1. No quiero ser tu cómplice 2. No digas nunca jamás 3. ¿Con quién estás? 4. Eres 5. No debes fiarte de mi 6. Noche tras noche 7. A ti 8. Siempre pasa igual 9. A flor de piel 10. Señora y dama                                          |
| 1988 | Maquiavélico          | 1. Maquiavélico 2. Golpe bajo 3. Dios me libre 4. Bora Bora 5. Una mujer 6. Noche tras noche 7. Háblame de ti 8. Corazón romántico 9. No digas nunca jamás 10. No quiero ser tu cómplice                                                  |

### En los 90
| Año  | Álbum                                                      | Temas |
| ---- | ---------------------------------------------------------- | --- |
| 1991 | Amores de película                                         | 1. Historia de amor 2. Tema de Arturo 3. Todo lo que hago, lo hago por ti 4. La vida en rosa 5. Amor eterno (dúo con Xavier Gibler) 6. Esta es mi canción 7. No puedo más 8. Sólo llamé para decirte que te amo 9. Mi corazón vuela hacia ti 10. Candilejas 11. Muchachita 12. La rosa 13. No puedo respirar 14. Melodía desencadenada 15. New York, New York                   |
| 1994 | Amores de película, Volumen 2                              | 1. El amor no morirá 2. Gotas de lluvia 3. Siempre fresco 4. Sientes como yo 5. Castillos de hielo 6. Ha nacido del sonido 7. Tormenta 8. Un mundo ideal (dúo con Xavier Gibler) 9. Emmanuel 10. Entregarme a ti 11. La bella y la bestia (dúo con Xavier Gibler) 12. Quiero vivir en América (dúo con Xavier Gibler) 13. Sobreviviré 14. No sé como amarlo 15. Mi amante ideal |
| 1996 | Amores de película, Volumen 3                              | |
| 1997 | No me hallo sin amor... Arianna interpreta a Martín Urieta | |
| 1999 | Amor con amor se paga                                      | 1. Debemos dar amor 2. Mi torpeza 3. Compréndalo 4. Yo no me compartí 5. Te me vas al diablo 6. Jaula dorada 7. Desde mañana 8. Ayer estuve con mi nuevo amor 9. Los secretos del amor 10. Acá entre nos 11. Urge 12. Yo no me compartí (dúo con Martín Urieta) 13. Triunfó nuestro orgullo 14. Introducción                                                                    |

- Amores de película Vol. 1 (Feat. Xavier Gibler, en el duetos: "Amor Eterno" (Endless Love). Letras Traducidas de Grecia La Hevia.
- Amores de película Vol. 2 (Feat. Xavier Gibler, en los duetos: "Un Mundo Ideal" (A Whole New World - Aladino); "La Bella y la Bestia" (Beauty and the Beast) y "Quiero vivir en América" (I want to live in America - West Side Story). Letras Traducidas de Grecia La Hevia.
- Amores de película Vol. 3 (Feat. Xavier Gibler, en los duetos: "Un hombre y una Mujer" (Un homme et une femme); "Acuario" (de Forest Gump); "Mrs. Robinson" (The Graduate); "Cómo detener el amor" / La Magia del Amor  (Versión en español de Xavier Gibler al tema: How do you keep the music playing" - Forever Frineds); y   "Nada nos detendrá" (Nothing's gonna stop us now) - Letras Traducidas de Grecia La Hevia. Mannequin

### En los 2000
| Año  | Álbum                               | Temas |
| ---- | ----------------------------------- | --- |
| 2000 | Amigas para Siempre Con Grecia      | 1. Es mi vida Arianna y Grecia 2. Santa Lucía Grecia 3. Que equivocado Grecia 4. En mi soledad Arianna 5. Corazón Romántico Arianna 6. Pero te ama Arianna y Grecia 7. Popurrí de Películas Arianna y Grecia 8. Quisiera Arianna 9. Imágenes Grecia 10. Lo que esta pa´ti Arianna y Grecia 11. Lágrimas negras Grecia 12. Amigas Arianna y Grecia 13. Me has echado al olvido Arianna 14. Popurrí de los 80´s Arianna y Grecia 15. Nunca temí Grecia 16. Amigas para siempre Arianna y Grecia 17. Todo a pulmón Arianna y Grecia |
| 2002 | Sentimientos de México              | 1. Ave negra 2. ¿Verdad que duele? 3. ¿Qué me vas a dar? 4. Renunciación 5. Para olvidarte 6. La malquerida 7. Directo al corazón 8. Ya se fue el tren 9. Estoy pensando en ti 10. Una limosna 11. De los pies hasta la frente 12. Libro abierto 13. Pasaste a la historia 14. Te quedaste solo 15. Tu ingratitud |
| 2004 | Las canciones de mi vida            | 1. Bésame 2. Corazón partío 3. Coincidir 4. A mi amiga 5. Alguien como tú 6. Imagíname sin ti 7. En la cárcel de tu piel 8. La gata bajo la lluvia 9. Cuenta conmigo 10. Dos soledades 11. Me prometo a mí misma 12. Tarde o temprano 13. Y suceda |
| 2008 | Las eternas de José Alfredo Jiménez | 1. Un mundo raro 2. La mano de Dios 3. Al pie de la montaña 4. Si nos dejan 5. Dame un poco de ti 6. Para morir iguales 7. La media vuelta 8. La retirada 9. Despacito (Muy despacito) 10. Extráñame |
| 2010 | Éxitos prestados                    | 1. Olvidarte 2. Aprendiz 3. Tan enamorados 4. Volverte a amar 5. El sol no regresa 6. Casi perfecto 7. Procuro olvidarte 8. Y tú, ¿de qué vas? 9. Lo que son las cosas 10. Y morirme contigo si me matas |

### En los 2010
| Año  | Disco               | Temas |
| ---- | ------------------- | --- |
| 2013 | Canción de Juventud | 1. Canción de juventud 2. Quisiera ser un ángel 3. Estando contigo 4. Volver a verte 5. Un telegrama 6. La montaña 7. Trebolé 8. Te quiero, te quiero 9. Los piropos de mi barrio 10. Me conformo 11. Acompáñame 12. Estudiantina canaria |

- Arianna, Hoy y Siempre

### Recopilatorios y colaboraciones
| Año  | Disco                                   | Temas |
| ---- | --------------------------------------- | ----- |
| 2000 | Amigas para Siempre Dueto con Grecia    |       |
| 2000 | Mis éxitos                              |       |
| 2005 | Arianna, La Historia                    |       |
| 2009 | La Historia Vol. 2                      |       |
| 2009 | Las mujeres de Manzanero (colaboración) |       |